# Горяиново (Курская область)
Горяиново — одно из древнейших сёл в Касторенском районе Курской области России. Входит в состав Ореховского сельсовета.

## История
- Горяиново упоминается в архивных документах Московского архива Министерства юстиции в 1665-1675 г г. В 1675 году разбиралось дело разрядного приказа, по челобитной помещика Маслова о возвращении ему беглого крестьянина. В этом деле пишется, что беглый крестьянин жил в селе Горяиново Землянского уезда.
- В 1701 году была построена  Церковь Дмитрия Солунского.

- В 1802 году была построена новая каменная церковь Казанской иконы божьей матери,вместо старой деревянной
- По сведениям 1859 года в селе 330 дворов, проживает 1314 мужчин и 1330 женщин. Горяйново, казенное село с церковью.
- В 1893 году в с. Горяйново Землянского уезда церковь имела душ в приходе 1386 мужчин, 1405 женщин.
- В 1898 году в Горяйново был 381 двор, жителей муж. пола 1274, женского пола 1351.

- В 1930 году церковь была разрушена

## География
Село находится в восточной части Курской области, в лесостепной зоне, в пределах юго-западной части Среднерусской возвышенности, к югу от реки Ведуги, на расстоянии примерно 15 километров (по прямой) к востоку от посёлка городского типа Касторное, административного центра района. Абсолютная высота — 168 метров над уровнем моря.
Климат
Климат характеризуется как умеренный, со среднегодовой температурой воздуха +5,1 °C и среднегодовым количеством осадков 547 мм.
Часовой пояс
Село Горяиново, как и вся Курская область, находится в часовой зоне МСК (московское время). Смещение применяемого времени относительно UTC составляет +3:00.

## Население
| 1859 | 1897  | 2002 | 2010 |
| ---- | ----- | ---- | ---- |
| 2644 | ↗2757 | ↘291 | ↘179 |

Гендерный состав
По данным Всероссийской переписи населения 2010 года в гендерной структуре населения мужчины составляли 45,8 %, женщины — соответственно 54,2 %.
Национальный состав
Согласно результатам переписи 2002 года, в национальной структуре населения русские составляли 99 % из 291 чел.

## Улицы
Уличная сеть села состоит из восьми улиц.